# Stephen Southmyd Fenn

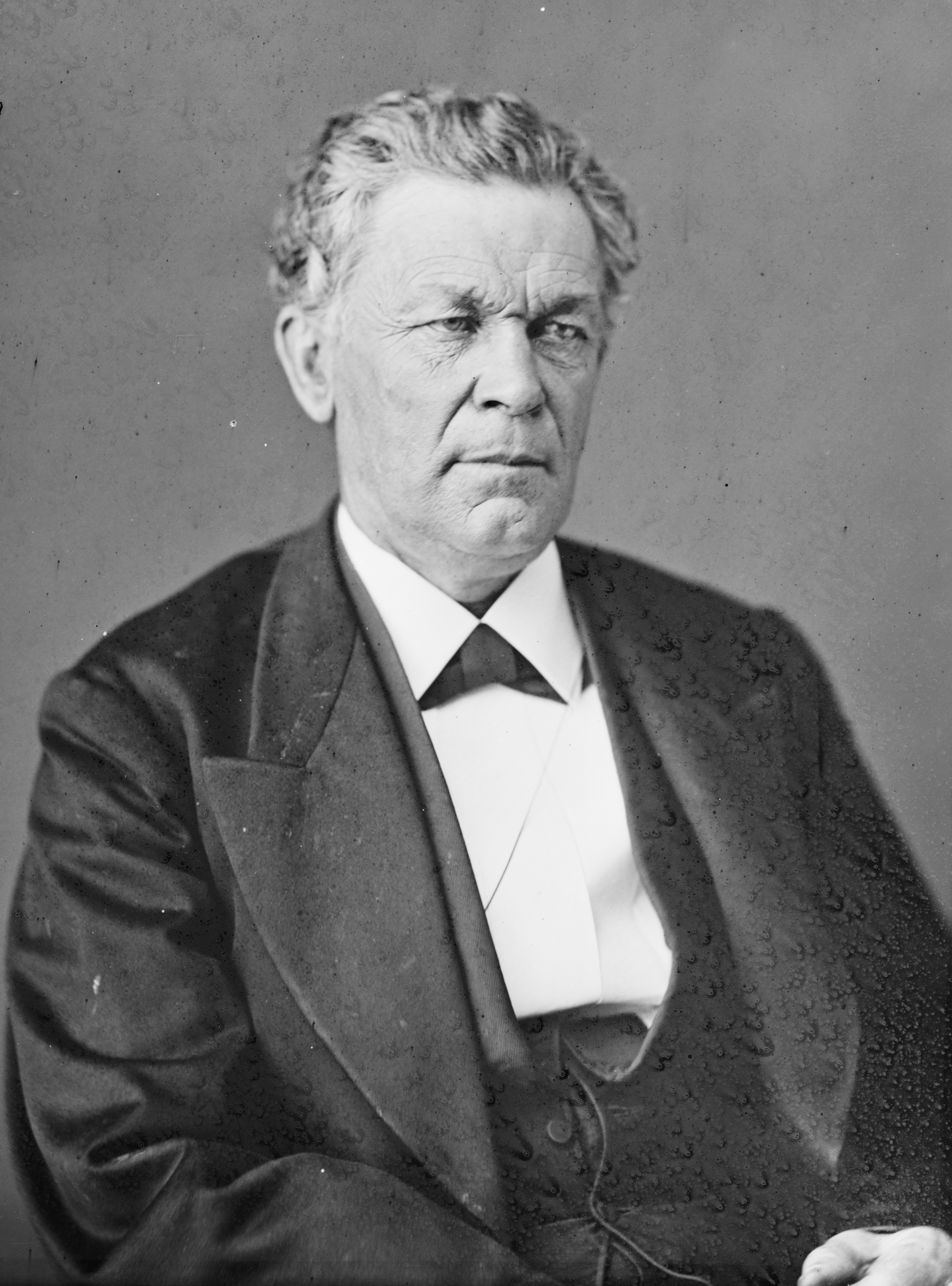
Stephen Southmyd Fenn

Stephen Southmyd Fenn (* 28. März 1820 in Watertown, Connecticut; † 13. April 1892 in Blackfoot, Idaho) war ein US-amerikanischer Politiker. Zwischen 1876 und 1879 vertrat er das Idaho-Territorium als Delegierter im US-Repräsentantenhaus.

## Frühe Jahre und Aufstieg
Im Jahr 1824 zog Stephen Fenn mit seinen Eltern in das Niagara County im Staat New York, wo er die öffentlichen Schulen besuchte. 1841 zog er in das Jackson County in Iowa. Dort bekleidete er einige lokale Ämter. Nach einem weiteren Umzug im Jahr 1850 nach Kalifornien befasste er sich mit dem Bergbau und der Viehzucht. Nach einem Jurastudium und seiner 1862 erfolgten Zulassung als Rechtsanwalt begann er im Idaho-Territorium in seinem neuen Beruf zu arbeiten. Auch in seiner neuen Heimat war Stephen Fenn im Bergbau aktiv.

## Politische Laufbahn
Stephen Fenn wurde Mitglied der Demokratischen Partei. Zwischen 1864 und 1867 war er Mitglied des territorialen Regierungsrates. Im Jahr 1869 war er Bezirksstaatsanwalt im ersten juristischen Bezirk. 1872 wurde Fenn in das territoriale Repräsentantenhaus gewählt, wo er Präsident des Hauses wurde. Bei den Kongresswahlen des Jahres 1874 kandidierte Fenn gegen Thomas Warren Bennett für einen Sitz als Delegierter im US-Repräsentantenhaus. Bennett wurde zum Sieger der Wahl erklärt, aber Fenn klagte erfolgreich gegen das Wahlergebnis. Nachdem seiner Klage stattgegeben worden war, konnte er am 23. Juni 1876 das Mandat von Bennett übernehmen. Nach einem Sieg bei den folgenden Kongresswahlen verblieb Stephen Fenn bis zum 3. März 1879 im Kongress verbleiben. 1878 kandidierte er nicht mehr.
Nach seiner politischen Tätigkeit in Washington, D.C. widmete sich Stephen Fenn wieder seinen privaten Interessen und war weiterhin als Rechtsanwalt tätig. Er starb im April 1892 in Blackfoot.